# ۲۰۲۲ ان‌ایکس۱
۲۰۲۲ ان‌ایکس۱ (انگلیسی: 2022 NX1) یک جرم نزدیک به زمین به قطر تقریبی ۱۰ متر (۳۳ فوت) است که توسط گرزگورز دوزانوویچ و جوردی کاماراسا کشف شد. این جسم به دور خورشید می‌چرخد، اما نزدیک شدن‌های آهسته‌ای به منظومه زمین – ماه انجام می‌دهد. ۲۰۲۲ ان‌ایکس۱ بین ۱۱ ژوئن ۲۰۲۲ و ۳ ژوئیه ۲۰۲۲ (دوره‌ای ۲۲ روزه) از درون هیل‌کرهٔ زمین (حدود ۰٫۰۱ یکای نجومی (۱٫۵ میلیون کیلومتر؛ ۰٫۹۳ میلیون مایل)) با سرعت نسبی کم عبور کرد و به‌طور موقت توسط گرانش زمین گرفتار شد. گریز از مرکز مداری زمین مرکزی کمتر از ۱ است و با انرژی مداری زمین مرکزی منفی. با توجه به مدار زمین‌مانند آن، این جسم ممکن است منشأ مصنوعی یا پرتابی از ماه داشته باشد. با این حال، طیف‌سنجی مرئی به‌دست‌آمده با تلسکوپ بزرگ جزایر قناری نشان می‌دهد که این جرم یک سیارک است.نزدیکترین نزدیکی ۲۰۲۲ ان‌ایکس۱ به زمین در سال ۲۰۲۲، ۲۶ ژوئن ۲۰۲۲ در حدود ۸۱۲۲۰۰ کیلومتر (۵۰۴۷۰۰ مایل) بوده که سرعت نسبی آن ۰٫۹۶ کیلومتر بر ثانیه (۲۱۰۰ مایل در ساعت) بوده است.
۲۰۲۲ ان‌ایکس۱ آخرین بار در ۱۶ ژانویهٔ ۱۹۸۱ در نزدیکی زمین بود، زمانی که حدود ۶۰۰۰۰۰ کیلومتر (۳۷۰۰۰۰ مایل) از زمین گذشت. این سیارک در دسامبر ۲۰۵۱ به عنوان یک قمر موقت به نزدیکی زمین باز خواهد گشت.